# Andy Lewis
Pour les articles homonymes, voir Andy Lewis (homonymie) et Lewis.
Andy Lewis, de son vrai nom Andrew K. Lewis, est un scénariste américain né le 5 août 1925 à Lexington et mort le 28 février 2018 à Walpole.

## Biographie
Andy Lewis commence à écrire après la guerre et, après avoir vendu une histoire au Saturday Evening Post, il est engagé pour participer à Omnibus, un programme de télévision, puis par la suite il écrit de nombreux scénarios pour des séries télévisées.
Au début des années 1970, il écrit deux scénarios pour le cinéma, dont celui de Klute, qui lui vaudra une nomination aux Oscars, partagée avec son frère David. De nombreux autres projets ne verront pas le jour.
Au milieu des années 1980, il arrête tout et décide de créer un prototype de maison, qu'il essaye (sans succès) de proposer aux industriels du bâtiment.

## Filmographie

### Télévision
- 1956 : Omnibus (2 épisodes)
- 1959 : Troubleshooters (2 épisodes)
- 1959 : The DuPont Show with June Allyson (1 épisode)
- 1959 : General Motors Presents (1 épisode)
- 1959 : Hudson's Bay (9 épisodes)
- 1960-1962 : Outlaws (9 épisodes)
- 1961 : The Americans (2 épisodes)
- 1961-1962 : Dr. Kildare (3 épisodes)
- 1962-1963 : La route des rodéos (3 épisodes)
- 1962-1964 : The Nurses (8 épisodes)
- 1963 : Kraft Suspense Theatre (1 épisode)
- 1964 : Destry (1 épisode)
- 1965 : Profiles in Courage (3 épisodes)
- 1965 : For the People (1 épisode)
- 1965-1966 : 12 O'Clock High (5 épisodes)
- 1966 : The Road West (1 épisode)
- 1966 : Hawk, l'oiseau de nuit (1 épisode)
- 1966-1968 : Le Virginien (7 épisodes)
- 1966-1969 : Sur la piste du crime (6 épisodes)
- 1967 : Dundee and the Culhane (1 épisode)
- 1967 : Coronet Blue (1 épisode)
- 1968 : Judd for the Defense (3 épisodes)
- 1969-1970 : Médecins d'aujourd'hui (4 épisodes)
- 1969 : Le ranch (1 épisode)
- 1971 : Travis Logan, D.A. (téléfilm)
- 1974 : Requiem pour un pigeon (téléfilm)

### Cinéma
- 1970 : Underground de Arthur H. Nadel
- 1971 : Klute de Alan J. Pakula

## Nominations
- Oscars du cinéma 1972 : Nomination pour l'Oscar du meilleur scénario original (Klute)
- Golden Globes 1972 : Nomination pour le Golden Globe du meilleur scénario (Klute)
- 1972 : Writers Guild of America Award du meilleur scénario original (Klute)